# Commission nationale de la population et du planning familial
La Commission nationale de la population et du planning familial est une agence étatique de la république populaire de Chine qui était responsable de 1981 à 2013 du planning familial en Chine. Elle a été dissoute en mars 2013.

## Histoire
La Commission nationale de la population et du planning familial (NPFPC ; 2003-2013), anciennement Commission nationale du planning familial (NFPC ; 1981-2003), était un département exécutif de niveau ministériel relevant du Conseil d'État, responsable de la politique en matière de population et de planning familial en République populaire de Chine. La commission a été dissoute et remplacée par la Commission nationale de la santé et du planning familial en mars 2013, lors de la première session du 12e Congrès national du peuple.
L'agence était dirigée par un ministre et quatre vice-ministres.

## Liste des ministres
| No. | Name                   | Entrée en fonction | Fin de fonctions |
| --- | ---------------------- | ------------------ | ---------------- |
| 1   | Chen Muhua             | March 1981         | April 1982       |
| 2   | Qian Xinzhong          | April 1982         | December 1983    |
| 3   | Wang Wei (王伟)        | December 1983      | January 1988     |
| 4   | Peng Peiyun            | January 1988       | March 1998       |
| 5   | Zhang Weiqing (张维庆) | March 1998         | March 2008       |
| 6   | Li Bin                 | March 2008         | December 2011    |
| 7   | Wang Xia (王侠)        | December 2011      | 16 March 2013    |